# معظم الرخويات
معظم الرخويات (بالإنجليزية: Pleistomollusca)‏ هي فرع حيوي مقترح داخل شعبة الرخويات.
هذا الفرع الحيوي يوحد بطنيات الأرجل مع ذوات المصراعين وتشكل هاتان المجموعتان معاً 95٪ من الأنواع الرخوية المعروفة.
ويستند إنشاء هذا الفرع الحيوي أساساً على التحليلات الجزيئية، على الرغم من أن هناك من أقترح تشاكلات متباعدة مشتركة المورفولوجية:العضلات اليرقات ضام، حلقة العضلات الشراع، وربما فقدان الهدبية الأمامية للجذير في الأهداب الحركية.